# Helianthemum coronadoi
Helianthemum coronadoi är en solvändeväxtart. Helianthemum coronadoi ingår i släktet solvändor, och familjen solvändeväxter.

## Underarter
Arten delas in i följande underarter:
- H. c. coronadoi
- H. c. espadanicum